# أولها سالادوخا
أولها سالادوخا (الأوكرانية: Ольга Саладуха ، من مواليد 4 يونيو 1983) لاعبة وثب ثلاثية أوكرانية. حاصلة على ماستير الرياضة في أوكرانيا. بطلة العالم 2011، بطلة أوروبا 2010. يعتبر أفضل رقم قياسي شخصي حققته في الوثب الثلاثي هو 6.37 م، ومسافة 14.98 في الوثب الثلاثي، أصبحت عضوة في البرلمان الأوكراني منذ الانتخابات البرلمانية الأوكرانية لعام 2019.عن حزب  خادم الشعب.

## نشأتها
بدأت أولها ممارسة ألعاب القوى في نفس النادي الذي لعب فيه سيرجي بوبكا، بدأت كعداءة حواجز قبل التحول إلى رياضة القفز الثلاثي. في عام 1998 سجلت رقمًا قياسيًا أوروبيًا لفئتها العمرية بلغت 13.32 مترًا، بعد ذلك احتلت المركز الخامس في بطولة العالم للناشئين في ألعاب القوى 2002. بعد معاناتها من الإصابات على مدار العامين التاليين واعتزالها الرياضة لفترة وجيزة، أحرزت تقدمًا ثابتًا حيث احتلت المركز الرابع في بطولة أوروبا لألعاب القوى 2006 وحققت الميدالية الذهبية في دورة الألعاب الجامعية الصيفية 2007 بتسجيلها أفضل رقم شخصي بلغ 14.79 مترًا.